# Cheraw (Caroline du Sud)
Pour les articles homonymes, voir Cheraw.
Cheraw est une ville des comtés de Chesterfield et de comté de Marlboro, en Caroline du Sud, aux États-Unis.

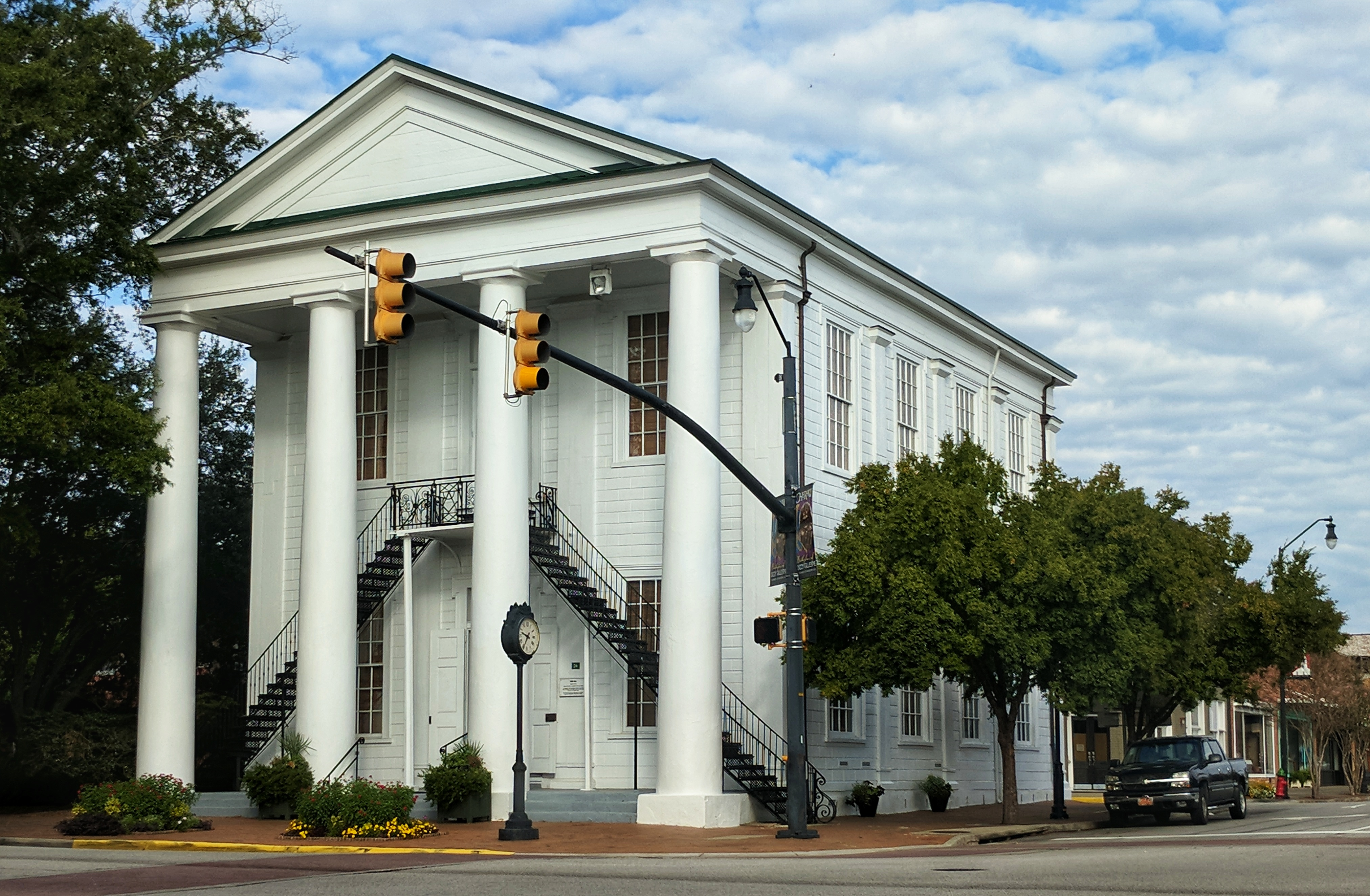
Cheraw

## Démographie
| 1880 | 1890 | 1900  | 1910  | 1920  | 1930  |
| ---- | ---- | ----- | ----- | ----- | ----- |
| 918  | 976  | 1 151 | 2 873 | 3 150 | 3 573 |

| 1940  | 1950  | 1960  | 1970  | 1980  | 1990  |
| ----- | ----- | ----- | ----- | ----- | ----- |
| 4 497 | 4 836 | 5 171 | 5 627 | 5 654 | 5 505 |

| 2000  | 2010  | - | - | - | - |
| ----- | ----- | - | - | - | - |
| 5 524 | 5 851 | - | - | - | - |